# Varennes-Jarcy
Varennes-Jarcy är en kommun i departementet Essonne i regionen Île-de-France i norra Frankrike. Kommunen ligger i kantonen Épinay-sous-Sénart som tillhör arrondissementet Évry. År 2022 hade Varennes-Jarcy 2 381 invånare.

## Befolkningsutveckling
Antalet invånare i kommunen Varennes-Jarcy
| Referens: INSEE |